# 10½
10½ es una película dramática de 2010 dirigida por Daniel Grou y escrita por Claude Lalonde. Fue estrenada en el Festival du Nouveau Cinéma en Montreal.

## Sinopsis
La historia se basa en un niño de diez años llamado Tommy (Robert Naylor) en el sistema de protección a menores en Quebec, quién a pesar de ser muy conflictivo su tutor Gilles (Robert Naylor) ve que tiene gran potencial para su redención.

## Reparto
- Claude Legault como Gilles Séguin.
- Robert Naylor como Tommy Leblanc.
- Eugénie Beaudry como Karine.
- BlaiseTardif como Bédard.
- Martin Dubreuil como Luc Lebeau.
- Félixe Ross como Sonia Leblanc.
- Julie Saint-Pierre como Julie.
- Norman Helms como Josse.

## Recepción
En el año 2010, la película ganó el Premio Principal de Mannheim-Heidelberg en el 59.º Festival Internacional de Cine de Mannheim-Heidelberg. En el mismo año ganó el Premio FIPRESCI y el Premio del Jurado Estudiantil en el Festival Internacional de cine de Bratislava. Por su actuación como Tommy, Robert Naylor ganó el premio al mejor actor.